# Haar, München
Haar là một đô thị thuộc huyện Munich bang Bayern nước Đức.